# 天津许云鹤案
天津许云鹤案，2009年末案发于中华人民共和国天津市红桥区。因涉及公共道德与正义的因素，该起民事诉讼案件在2011年引起媒体和社会舆论密切关注。

## 事件起源
许云鹤方说法：2009年10月21日11时45分左右，年近七旬的老太太王秀芝在天津市红桥区红旗路邻近红星美凯龙家具装饰广场的路段违反交通规则，由西向东翻越道路中心的护栏后受伤倒地，行经此地的车牌号为津H·AK206的汽车的驾驶员许云鹤见状停车后下车，试图给予帮助。王秀芝随即打电话给家人，声称其被车撞倒；而许云鹤则坚称自己并未撞到王秀芝。2010年年底，王秀芝将许云鹤告上法庭。
王秀芝方说法：2009年10月21日11时45分左右，年近七旬的老太太王秀芝在天津市红桥区红旗路邻近红星美凯龙家具装饰广场的路段违反交通规则，由西向东翻越道路中心的护栏后，行经此地的车牌号为津H·AK206的汽车因变道加速超车，导致制动不及时，将王秀芝撞伤。因许云鹤肇事后，因车辆没有购买交强险无法进行保险赔偿，伪造借口离开不承担肇事责任，王家无法与之取得联系要求赔偿，2010年底，王秀芝将肇事司机许云鹤告上法庭。

## 当事人的陈述
当事双方对此案的基本事实各执一词。

### 许云鹤的陈述
许云鹤称，他当时正准备左转，看见王秀芝横穿马路准备翻越护栏。正当他等待王秀芝做出冒险穿越或避让来车的决定以便妥当应对的时候，他看见老太太准备跨越护栏时似乎被护栏牵绊，没站稳，向前踉跄了一下摔倒在地。于是许云鹤将车停靠在距离王秀芝两米左右的地方，下车向其提供帮助。他打了120急救电话，并将手机借给老太太使用。结果让他惊呆的，是电话中老太太对家人讲的第一句话就是“我在马路上让车给撞啦！”后来其家人更是向其索要财物，并进行威胁。
此外，许云鹤还质疑王秀芝的伤情。他在其微博中说：“翻看了新闻，得说说‘双腿残疾无法自理’的问题。红桥法院一审的时候，是在13厅，在法院的三楼。老太太由女儿陪伴到场，没有带拐杖或任何其他装备。而红桥法院是没有电梯的，这个张彦海法官也见到了……我只陈述客观事实，不做主观评论。”

### 王秀芝及其家属的陈述
而王秀芝称，当时她在翻越护栏后看见一辆车以很快的速度斜着开过来，她退了好几步，还是没躲开。她被撞得趴在前车盖上，然后滑下来摔倒在地。她记得，许云鹤的前车盖上还有她留下的两个手印，而直到下车，这个年轻人都在接听手机，嘴里说着：“坏啦坏啦，没踩住，我过不去啦。”而她躺在地上，拍着马路对许云鹤说：“找管马路的人！找管马路的人！”王秀芝的女儿王莉萍也否认曾威胁过许云鹤。
此外，据称由王莉萍侄女注册，
并得到许云鹤关注的微博“事实真相009”在网上发布了由交警拍摄的照片，并针对车头偏左，贴近护栏这一事实说：“如果真是像肇事者说的停车救人，车怎么会停成那样。这张是现场警察照的。请肇事者不要玷污‘雷锋’这个名字了！！！”

## 相关证据
本案至今未有目击证人指证事实。双方也没有提供足够有力的物证证明事实真相。
根据许云鹤提供的一审判决书，天津市公安交通管理局给出的道路交通事故证明并未给出明确结论，只是提及了天津市天通司法鉴定中心出具的《交通事故痕迹鉴定意见书（【2009】痕鉴字第730号）》。该鉴定称：“不能确定HAK260号小客车与人体接触部位。”该鉴定中心向一审法院解释该鉴定结论的含义为：不能确定HAK260号小客车与行人王秀芝身体有接触，也不能排除津HAK260号小客车与行人王秀芝没有接触。
许云鹤提供的一审判决书指出，天津市人民医院的参与王秀芝治疗的张寅龙医生在回答审判人员咨询时表示“无法确定原告伤情的具体成因，但能够确定原告伤情系外伤所致，根据原告的年龄和具体伤情，原告自己摔伤的可能性较小”。
许云鹤提供的一审判决书还提到，根据天津市公安交通管理局红桥支队的档案，依照许云鹤的标注，涉事车辆停下的位置与和王秀芝倒地的位置经测定相差2.4米。

## 诉讼进展

### 一审
2011年6月16日，天津市红桥区人民法院就此案作出一审判决，王秀芝跨越中心隔离护栏属违法行为，对事故的发生负有不可推卸的责任，许云鹤被判决承担40%的民事责任，赔偿王老太108606.34元，其中包括残疾赔偿金87454.8元。
法院判决许云鹤须为王秀芝的伤残负责的的主要理由是“假设被告在交通队的自诉和在法庭的陈述成立，即双方并未发生碰撞被告系自己摔倒受伤，但被告在并道后发现原告时只有4、5米，在此短距离内作为行人的原告突然发现被告车辆向其驶来必然会发生惊慌错乱，其倒地定然会受到驶来车辆的影响”。

### 二审
许云鹤不服判决，上诉至天津市第一中级人民法院。
2011年8月18日下午，天津市红桥区人民法院突然通知许云鹤于第二日上午到红桥区法院13厅，且未告知任何原因。他“根据律师的意思就没去”。同时表示：“现在红桥已经判决了，跟他们没有任何关系了。”
2011年8月22日下午，此案二审在天津市第一中级人民法院开庭，对案件事实部分进行了审理。双方除了重申既有观点外，还对诉讼时效及违法责任提出了质疑。许云鹤方认为，事件发生于2009年10月21日，与立案相关的一系列程序也最晚于11月就已结束，而一审起诉人王秀芝在2010年12月15日才起诉，超过了法律对交通事故规定的一年诉讼时效。对此，王秀芝的代理律师援引最高法院司法解释说，一审未提出的诉讼时效抗辩在二审提出，不应当予以支持。王秀芝一方也提出，许云鹤于事故发生时所驾车辆未上交通强制险，按交法规定，此时车辆并无上路条件，属违法上路，许云鹤应当为此承担相应责任。而许云鹤方则认为，王秀芝横穿马路并跨越护栏是违规在先，应自行承担全部责任。
由于未进入质证环节，双方并未直接交锋。质证将在下一次庭审时进行。
天津许云鹤案二审判定维持原判
中新网天津1月19日电 今天上午，天津市第一中级人民法院依法公开宣判许云鹤（微博）与王秀芝道路交通事故人身损害赔偿纠纷一案。二审判决驳回许云鹤的上诉请求，维持原审判决。上诉人许云鹤及其代理人和被上诉人王秀芝的代理人到庭。
二审法院经审理认为，根据《中华人民共和国道路交通安全法》第一百一十九条第五款的规定，本案为道路交通事故人身损害赔偿纠纷，应适用《中华人民共和国道路交通安全法》及《机动车交通事故责任强制保险条例》等法律法规的相关规定予以调整。
本案的争议焦点是王秀芝的腿伤是否为许云鹤的驾车行为所致。由于涉案交通事故没有现场监控录相或者目击证人等直接证据，只能根据相关的证据予以认定。根据现场勘验笔录、事故现场图及照片，事发时许云鹤所驾车辆其位置符合该车在紧急情况下向左避让并制动形成的状态，可以排除该车平缓制动停车的可能性。根据对王秀芝伤情成因的鉴定结论，王秀芝右膝部的损伤特征符合较大钝性外力由外向内直接作用于右膝部的致伤特征，且右下肢损伤高度与许云鹤所驾车辆的前保险杠防撞条的高度在车辆制动状态下相吻合，该损伤单纯摔跌难以形成，遭受车辆撞击可以形成。同时，在交管部门处理本案交通事故的过程中及一、二审期间，许云鹤一直主张看到王秀芝跨越护栏时摔倒受伤，从未辩称事发当时还有任何第三方致伤的可能。同时，从王秀芝尚能从容跨越护栏的行为分析，也可以排除王秀芝在跨越护栏前已被撞受伤的可能。因此，司法鉴定中心的鉴定结论与事故现场图、照片、勘验笔录、当事人述称等证据可以形成完整的证据链，足以认定王秀芝腿伤系许云鹤驾车行为所导致，许云鹤的驾车行为与王秀芝的损害之间存在因果关系。许云鹤主张王秀芝是自行摔伤，自己是停车救助的理由不能成立。
关于过错责任的确定问题，二审法院认为，根据《中华人民共和国道路交通安全法》第七十六条的规定，机动车与行人之间发生交通事故，行人没有过错的，由机动车一方承担全部赔偿责任；有证据证明行人有过错的，根据过错程度适当减轻机动车一方的赔偿责任。本案中，王秀芝横穿马路，跨越中心隔离护栏，且不注意往来的车辆，以致发生交通事故受伤，王秀芝的行为违反了《中华人民共和国道路交通安全法》中“行人不得跨越、倚坐道路隔离设施”的规定，是引发此次交通事故的主要原因。许云鹤驾车未能及时采取有效的措施，迅速处理前方出现的紧急情况，对于交通事故的发生亦负有一定的责任。根据许云鹤、王秀芝在交通事故中的过错，一审法院确定许云鹤与王秀芝责任比例为4：6并无不当。
关于赔偿责任的具体分配问题，二审法院认为，虽然根据许云鹤、王秀芝在交通事故中的过错，许云鹤应当承担王秀芝损失的40%。但是根据《机动车交通事故责任强制保险条例》第二条规定：“在中华人民共和国境内道路上行驶的机动车的所有人和管理人，应当依照《中华人民共和国道路交通安全法》的规定投保机动车交通事故责任强制保险”；《中华人民共和国道路交通安全法》第七十六条规定：“机动车发生交通事故造成人身伤亡、财产损失的，由保险公司在机动车第三者责任强制保险责任限额范围内予以赔偿”。因此，投保机动车交通事故责任强制保险属于法律法规的强制性规定，其目的是为了保证任何不特定第三人受到机动车交通事故损害时能够依法获得及时有效的医疗救治和经济保障。在机动车所有人或管理人没有履行法定投保义务情况下，如果让受害人承担机动车第三者责任强制保险责任限额内的相应损失，违反《中华人民共和国道路交通安全法》、《机动车交通事故责任强制保险条例》的立法本意。本案中，许云鹤违法驾驶未及时投保机动车交通事故责任强制保险的机动车上路行驶，应依法承担相应的法律后果。一审法院确定机动车交通事故责任强制保险限额内的责任即107117.16元应由许云鹤承担并无不当。其余损失3722.96元，根据4：6的责任比例，许云鹤应按照40%的责任比例赔偿王秀芝1489.18元，加上许云鹤应承担的在机动车交通事故责任强制保险赔偿限额内的107117.16元，总计赔偿王秀芝各项损失共计108606.34元。
合议庭向许云鹤及其代理人和王秀芝的代理人当庭宣读并送达了二审判决书。

## 媒体与社会舆论评价
不少媒体都将此案与南京彭宇案作类比，并对其所将对社会造成的影响表示忧心。在互联网上，事实上在事件真相尚未明确之前，不少网友对许云鹤表示支持，对王秀芝表示鄙夷。2011年8月22日开庭当天，不少围观群众在王秀芝坐着轮椅离开法院的时候对其冷嘲热讽甚至当众羞辱。

## 网友质疑
但是在事件发酵一段时间之后，有不少网友开始从漫骂中冷静下来，试图去寻找事件的真相，媒体也开始进行反思，开始站在中立的角度进行探索。
以下为网友质疑中许云鹤所无法解释的地方：
1、许云鹤在事故发生当时的现场笔录中，描述自己的行车路线是：因前方大货车阻碍视线，向左变道超车，发现前方几米处的王秀芝好像被栏杆挂了一下站立不稳。而在庭审的时候变成了一直在最左车道行驶，很远就看到王秀芝倒在地上。
2、许云鹤在爱卡论坛上以diyy90发贴中，强调法院判其承担40%的责任，又跳过计算方法，直接将40%的金额与10万余元等同起来，对网友隐瞒自己无交强险上路的事实，有恶意引导舆论的嫌疑。
3、许云鹤自称缓慢停车救助伤者，事实上任何一个司机在正常缓慢停车的时候，都不会将车辆停靠到让自己都无法下车的地步，而从现场照片来看，许云鹤很难正常打开车门下车。
4、许云鹤自述，在医院的时候向王家人撒谎，说是一个人在天津，身上没有钱，于是得以脱身。试想如果其为下车救人反被冤枉撞人，心态必当为愤怒不已，不可能在被冤枉后还陪护到医院。
5、有网友在北京车管所网站上查询肇事车的违法信息，发现该车有多条超速、违法占用紧急车道的违章记录一直未处理，时间跨度3年。并且在许云鹤以网名diyy90或diyy在各论坛所发帖子中，多次找出其超速行车的事例，甚至在05年的时候无照、超速235KM驾驶的记录，但该帖子被曝光后，很快被该论坛身为版主的diyy删除，所幸相关截图得以保留。